# Luigi Cevenini
Luigi Cevenini (ur. 13 marca 1895 r. w Mediolanie, zm. 23 lipca 1968 w Villa Guardia) – włoski piłkarz. Rozegrał 190 meczów w barwach włoskiego klubu Inter Mediolan i strzelił 152 bramki dla Nerazzurrich. We włoskiej reprezentacji piłkarskiej rozegrał (w latach 1915–1929) 29 meczów i strzelił w nich 11 bramek.